# Frankrike i olympiska sommarspelen 1908
Frankrike deltog med 363 deltagare vid de olympiska sommarspelen 1908 i London. Totalt vann de 19 medaljer och slutade på fjärde plats i medaljligan.

## Medaljer

### Guld
- Eugène Grisot - Bågskytte, kontinental stil
- André Auffray
Maurice Schilles - Cykling, tandem
- Gaston Alibert - Fäktning, värja
- Gaston Alibert
Henri-Georges Berger
Charles Collignon
Eugène Olivier - Fäktning, värja lag
- Emile Thubron - Vattenmotorsport, öppen klass A, camille

### Silver
- Louis Vernet - Bågskytte, kontinental stil
- Émile Demangel - Cykling, 660 yards
- Maurice Schilles - Cykling, 5 km
- Géo André - Friidrott, höjdhopp
- Alexandre Lipmann - Fäktning, värja